# 萨维涅莱韦克
萨维涅莱韦克（法語：Savigné-l'Évêque，法語發音：[saviɲe levɛk]）是法国萨尔特省的一个市镇，属于马梅尔斯区。

## 地理
萨维涅莱韦克（48°4'35"N, 0°17'49"E）面积28.48 平方千米，位于法国卢瓦尔河地区大区萨尔特省，该省份为法国西北部内陆省份，北起顺时针与奥恩省、厄尔-卢瓦省、卢瓦-谢尔省、安德尔-卢瓦尔省、曼恩-卢瓦尔省和马耶讷省接壤，是法国大西部的入口，连接卢瓦尔河谷、布列塔尼和巴黎盆地。
与萨维涅莱韦克接壤的市镇（或旧市镇、城区）包括：库尔瑟伯夫、博费、茹埃拉贝、萨尔特河畔讷维尔、圣科尔内耶、萨尔热莱勒芒、锡耶勒菲利普、伊夫雷莱韦克。

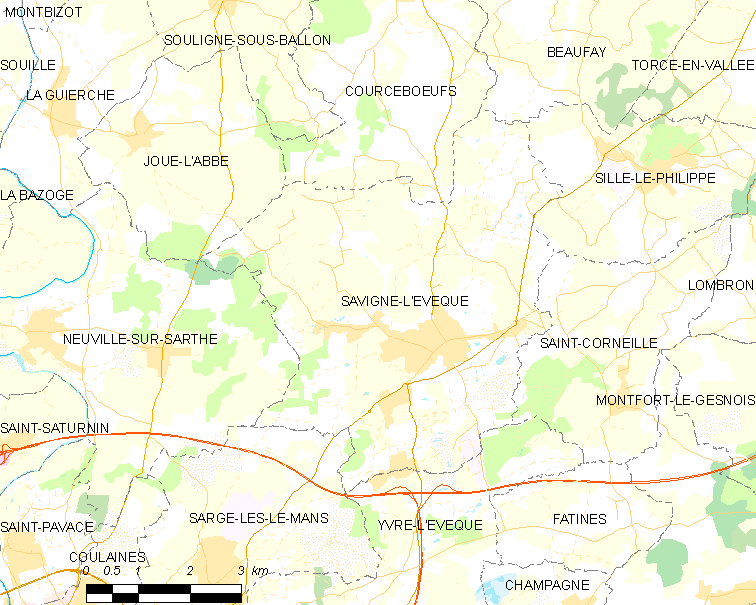
萨维涅莱韦克的OSM定位图

萨维涅莱韦克的时区为UTC+01:00、UTC+02:00（夏令时）。

## 行政
萨维涅莱韦克的邮政编码为72460，INSEE市镇编码为72329。

## 政治
萨维涅莱韦克所属的省级选区为萨维涅莱韦克县。

## 人口

1962-2008年间萨维涅莱韦克人口变化图示

萨维涅莱韦克于2022年1月1日时的人口数量为4042人。